# Evan Stone
Evan Stone (Ames (Iowa), 18 de julho de 1969) é um ator de filmes pornográficos.

## Premiações
- 2001 AVN Award – Best Actor (Film) – Adrenaline
- 2004 AVN Award – Best Actor (Video) – Space Nuts
- 2006 AVN Award – Best Actor (Video) – Pirates[1]
- 2007 AVN Award – Best Actor (Video) – Sex Pix[2]
- 2008 AVN Award – Male Performer of the Year[3]
- 2008 AVN Award – Best Group Sex Scene, Film – Debbie Does Dallas... Again[4]
- 2008 F.A.M.E. Award – Favorite Male Star[5]
- 2008 Night Moves Adult Entertainment Award – Best Male Performer, Editors' Choice[6]
- 2008 XRCO Award – Male Performer Of The Year[7]
- 2009 AVN Award – Best Actor – Pirates II[8]
- 2009 F.A.M.E. Award – Favorite Male Star[9]
- 2009 XRCO Award – Single Performance, Actor – Pirates II[10]
- 2009 Hot d'Or – Best American Actor – Pirates II[11]
- 2010 XBIZ Award – Acting Performance of the Year, Male – This Ain’t Star Trek[12]
- 2010 XRCO Award – Male Performer Of The Year[13]
- 2010 XRCO Hall of Fame inductee[13]
- 2010 F.A.M.E. Award – Favorite Male Star[14]